# Sirohi
Sirohi – miasto w Indiach, w stanie Radżastan. W 2011 roku liczyło 44 957 mieszkańców.